# Павловська Євгенія Степанівна
Євгенія Степанівна Нарушевич, у шлюбі Павловська (6 січня 1883, Мелітополь, нині Запорізької області — 26 травня 1967, Запоріжжя, Україна) — українська громадська діячка, медсестра, театралка; номінальна редакторка просвітянського часопису «Дніпрові хвилі» (1913). Член ради Катеринославської «Просвіти». Жертва російського окупаційного терору.

## Життєпис
Походила з польсько-німецької родини. Дідусь працював інженером на Арабатській стрілці.
За родинними переказами сім’я Нарушевичів була якимось чином задіяна в польському повстанні 1863. Батько Степан Нарушевич — інженер-залізничник, вважався політично неблагонадійним. Так, під час проїзду царської сім’ї в Крим та з Криму він усувався з роботи. Помер після громадянської війни. Ще раніше померла мати Гертруда, німкеня, похована в Мелітополі. У їхній родині виростало три сестри — Марія, Євгенія і Антоніна. Старша Марія була одружена з поміщиком дворянином Михайловським, розстріляним більшовиками під час громадянської війни. Молодша сестра Антоніна здобула вищу освіту, в шлюбі — Семенова, ліва есерка, згодом — більшовичка. Член революційної трійки, «допомогла» розстріляти Михайловського. Згодом Антоніна працювала наркомом освіти Кримської Автономної Республіки, а потім — у Таджикистані, жила в Сталінабаді (з 1961 — Душанбе), де й померла в 1960-х. Один з синів Антоніни зустрічався в Кракові з сином Павловської Степаном у 1945 — син Антоніни служив у Смерші.
Євгенія Нарушкевич, закінчивши гімназію, працювала вчителькою в с. Михайло-Лукашеве Олександрівського повіту (нині Вільнянського району Запорізької області), де зустрілася з Ю. Павловським. Згодом вони одружилися, в 1909 році народила сина Степана (1909 — 1978). 

### Переїзд до Катеринослава і діяльність у місцевій «Просвіті»
У 1911 з чоловіком переїхала до Катеринослава, де прожила чверть століття. У Катеринославі закінчила курси акушерок («повивальных бабок»), працювала в медичних закладах, акушеркою в пологовому будинку. Разом з чоловіком брала активну участь в роботі Січеславської «Просвіти».
На річних загальних зборах «Просвіти» 23 лютого 1914 в залі Англійського клубу Павловська «висловлює бажання, щоб комісіям надати автономні права і дати змогу їм самостійно провадити свою роботу, бо Рада, працюючи над справами, дорученими комісіям, обмежує їхню діяльність. Загальні збори, вислухавши з цього приводу ще декілька уваг, думку д. Павловської ухвалюють». (Звідомлення «Просвіти» за 1913, с. 6).
23 лютого 1914 ввійшла до «вечорової» комісії «Просвіти», яка займалась організацією та проведенням свят, вечірок та інших публічних виступів. Мешкала в будинку Кутнера по вул. Первозванівській (Короленка, 21). З вибухом Першої світової війни просвітяни заснували у передмісті Катеринослава їдальню. Павловська входила до складу гуртка українського жіноцтва на чолі з Любов Бідновою, який годував родини тих українців, які мусили піти до війська.
З 1929 Павлова відважно перенесла арешти і заслання чоловіка. На фотографії, надісланій чоловіком із заслання в сальських степах, він зробив такий напис: 

«Любій дружині і кращому другу мого життя від Доні (Юхима) Павловського. Сандета. 28 серпня 1932».

### Переїзд до Запоріжжя, робота в лікарні
Павловська слідом за старшою сестрою Марією переїхала до Запоріжжя. Як акушерка була задіяна під час операцій в дитячій установі. Працювала дієтсестрою в обласному тубдиспансері.

«Бабуся була багатющою натурою, — згадує онук Борис. — Вона виступала в народному театрі, грала на фортепіано».

Згадують, що всі сестри Нарушевич мали чудовий голос, грали на музичних інструментах (досі збереглося піаніно марки «Шредер» з емблемою поставщика «двора его императорского величества»). Одного разу сестра Марія продемонструвала свою майстерність в театрі, де з успіхом замінила співачку, яка не змогла правильно дотягти ноту. Бабуся Женя брала участь в спектаклях народного театру. Якось після спектаклю «Пікова дама», де вона співала арію, начебто цар Микола цілував їй ручку.
Син Павловської  — Степан Юхимович, слідом за батьком став хірургом, акушером і гінекологом. Воював у 1941 — 1945, нагороджений бойовими і трудовими орденами і медалями.
У Запоріжжі Павловська жила у власному будинку. При садибі був сад, Павловська тримала корову-годувальницю, яка давала до 30 л молока. Її чоловік Юхим у цей час був у концтаборі або на засланні. Потім не мав права мешкати в Запоріжжі і працював у селах Запорізької області. Час від часу приїздив до дружини в гості. Так було десь до 1953.
Після смерті чоловіка в 1956 Павловська продала будинок з садом, де їй вже важко було поратися, і перебралася ближче до центральної вулиці, аби легше було трамваєм добиратися до роботи — диспансеру, розташованого на другому кінці міста. їздила з пересадками аж до 82 років. З середини 1930-х жила вдвох з хатньою робітницею Марусею, яка походила з родини розкуркулених селян з с. Мала Білозірка. В шлюб Марія не вступала, пережила Павловську лише на 9 місяців.

«У гості до бабусі ми з села приїздили на день народження або на Різдво, — пригадує онук Борис. — Обов’язковою була кутя з маковим молоком. Ох, і спалося ж наступного дня! Виставлялися й інші святкові страви.
Мене і брата, сільських хлопчиків, бабуся весь час виховувала, вчила норм поведінки, етикету. Батькам дорікала, що ми не вчимося музиці. Завжди була в курсі світових подій, читала газети, слухала радіо. Їй подобалися сильні політики.
Померла бабуся, як і дідусь, у травні. Поховані вони поруч».